# Jetblue Airways
jetBlue Airways ist eine amerikanische Billigfluggesellschaft mit Sitz in New York City und Luftfahrt-Drehkreuz auf dem dortigen John F. Kennedy International Airport.

## Geschichte
Die Gesellschaft wurde 1998 von David Neeleman, einem ehemaligen Mitarbeiter der Southwest Airlines gegründet und startete den Betrieb im Jahr 2000. Im September 2005 besaß sie 81 Verkehrsflugzeuge von Airbus und begann mit der Einflottung der Embraer 190. Ende 2011 betrieb Jetblue 169 Flugzeuge (120 Airbus A320 und 49 Embraer 190). Im Jahr 2013 wurde der Airbus A321 bei jetblue eingeführt. 2016 war Jetblue die fünftgrößte Fluggesellschaft der USA. Am 25. April 2016 hatte Jetblue 219 Flugzeuge in Betrieb. Jetblue Airways erhielt an diesem Tag mit der Auslieferung eines Airbus A321 das erste in den USA gebaute Airbus-Flugzeug.
Jetblue gehört der JetBlue Corporation, die an der NASDAQ gelistet ist. Im Jahr 2008 gründete Jetblue Airways mit Azul eine brasilianische Fluggesellschaft.
Im Oktober 2013 führte Jetblue die Premium-Klasse „Mint“ auf bestimmten internationalen Verbindungen ein. Ebenfalls im Oktober 2013 bestellte Jetblue das 10.000. Flugzeug aus der A320-Familie. Im selben Jahr startete die Fluggesellschaft ein Pilotprojekt, um Passagieren kostenlosen und unbegrenzten WLAN-Zugang in der Kabine anzubieten und wurde damit zum weltweiten Pionier.

## Unternehmen
Die Fluggesellschaft erwirtschaftete 2022 einen Umsatz von 9,15 Mrd. US-Dollar.
Um seinen Marktanteil zu erhöhen, suchte JetBlue Anfang der 2020er Jahre die Zusammenarbeit mit American Airlines im Rahmen einer „Northeast Alliance“ genannten Kooperation. Diese Kooperation wurde vom Justizministerium der Vereinigten Staaten angefochten, das als zuständige Aufsichtsbehörde kartellrechtliche Einwände wegen einer dadurch entstandenen Marktkonzentration im Nordosten der Vereinigten Staaten geltend machte. Im Mai 2023 verfügte ein Bundesrichter im vom Justizministerium angestrengten Antitrust-Verfahren, die Kooperation binnen 30 Tagen aufzulösen.
Parallel versuchte JetBlue die Ultra-Billigfluggesellschaft Spirit Airlines für 3,8 Milliarden US-Dollar zu kaufen. Diese Transaktion wurde von einem Bundesrichter im Januar 2024 ebenfalls aus kartellrechtlichen Gründen untersagt. JetBlue leistete vertraglich vereinbarte Entschädigungszahlungen an Spirit Airlines und an die Spirit-Aktionäre in Höhe von insgesamt 469 Millionen Dollar.
Anfang 2025 wurde JetBlue als erste Fluggesellschaft im Rahmen von neu erweiterten Fluggastrechten vom Verkehrsministerium der Vereinigten Staaten mit einem Bußgeld an die Staatskasse und Entschädigungszahlungen an betroffene Fluggäste belegt, weil die Gesellschaft bestimmte Linienflüge systematisch und über einen ausgedehnten Zeitraum in den Jahren 2022 und 2023 verspätet verkehren ließ.
Nach der gerichtlich verfügten Auflösung  der „Northeast Alliance“ ging JetBlue 2025 eine „Blue Sky Collaboration“ genannte Kooperation mit United Airlines ein, die gemeinsamen Vertrieb, gegenseitige Anerkennung von Vielfliegerprogrammen und für United Airlines Flughafenslots auf dem John F. Kennedy International Airport umfassen soll.

## Flugziele

Angeflogene Länder der JetBlue Airways

Jetblue bedient von ihren Basen aus verschiedene Ziele, vor allem in den USA, aber auch in der Karibik und Lateinamerika. Von Boston und New York sowie deren Großräumen aus werden auch einzelne Ziele in Europa angeflogen.

## Flotte

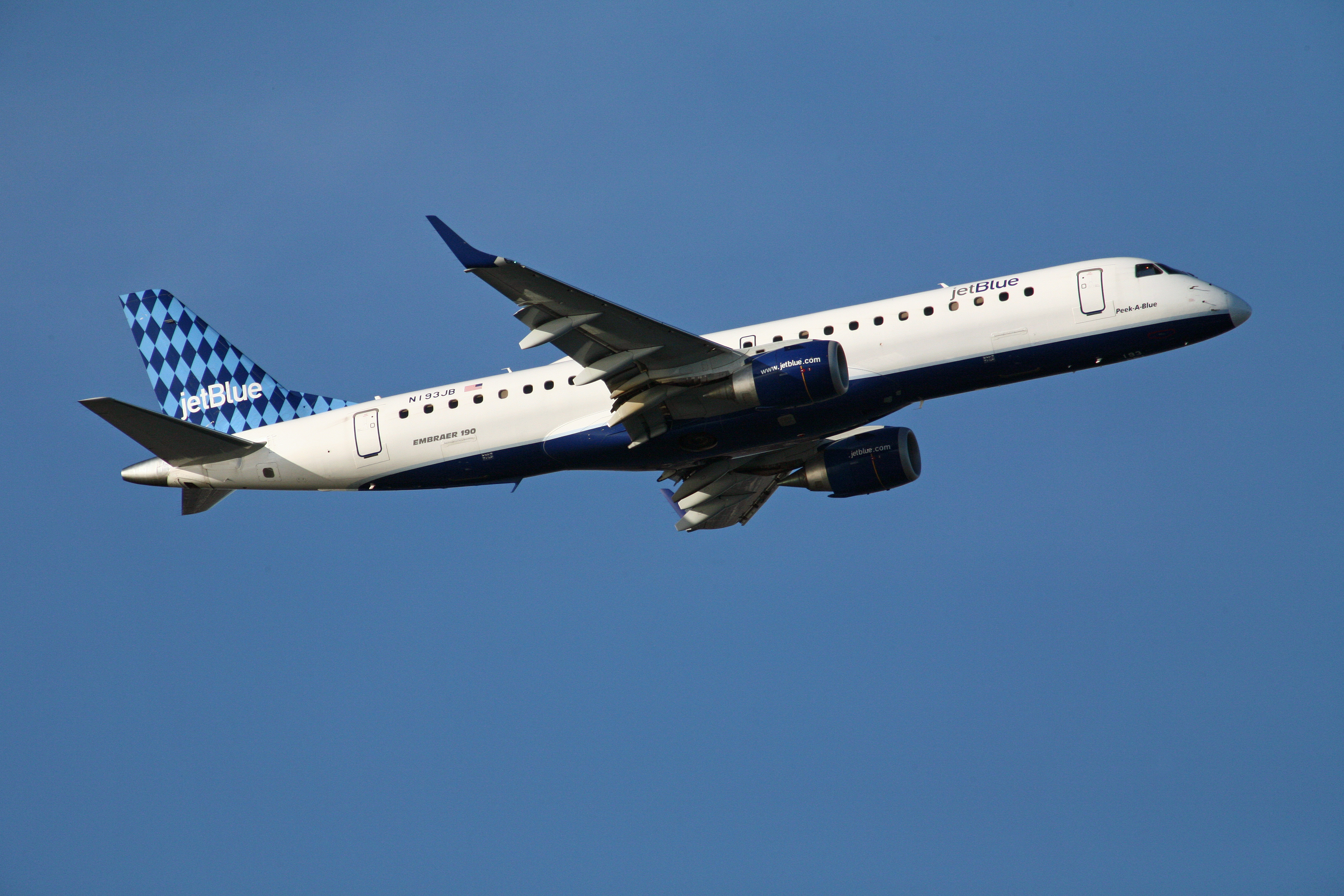
Eine Embraer 190 der JetBlue

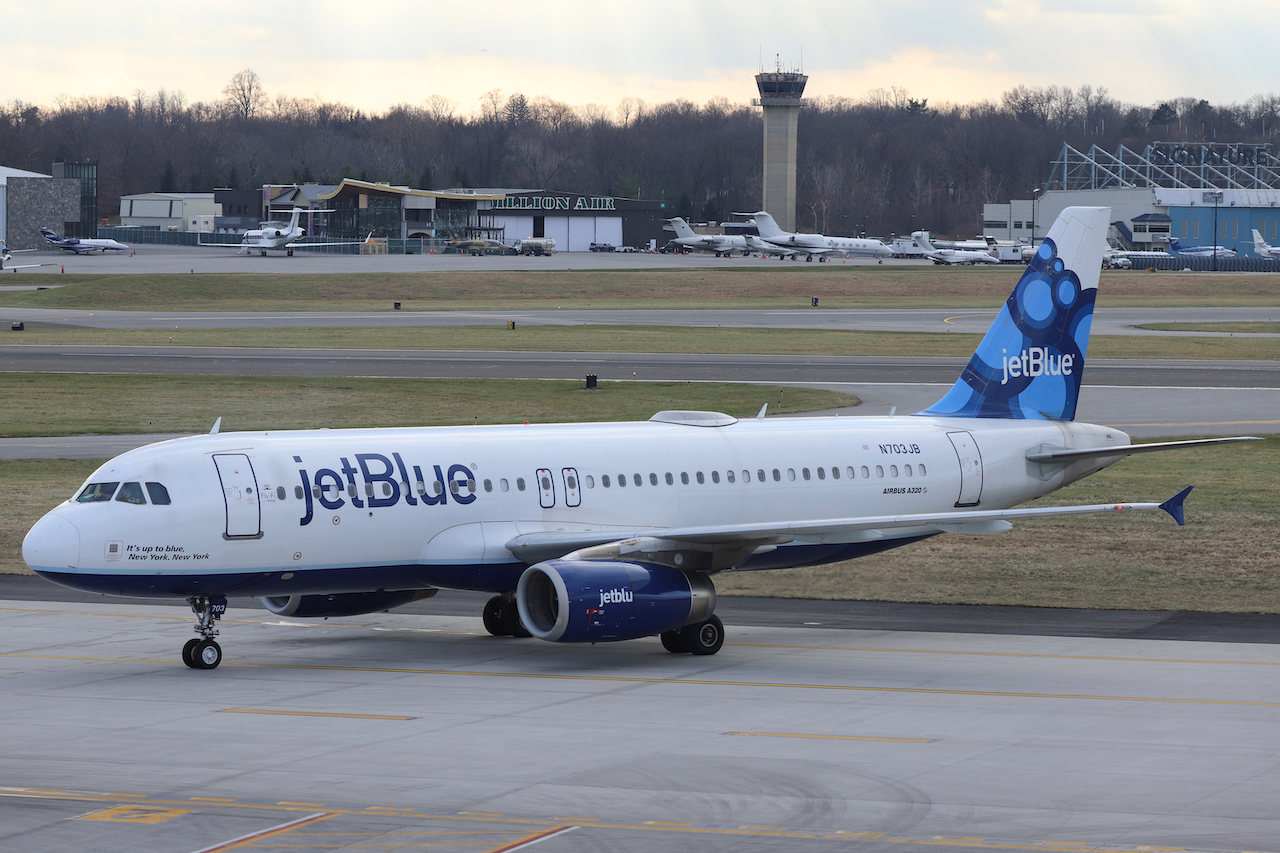
Ein JetBlue A320 auf dem Westchester County Airport.

Mit Stand Mai 2025 besteht die Flotte der Jetblue Airways aus 286 Flugzeugen mit einem Durchschnittsalter von 12,2 Jahren:
| Flugzeugtyp     | aktiv | bestellt | Anmerkungen                                             | Sitzplätze (Business/Eco+/Eco) | Durchschnittsalter |
| --------------- | ----- | -------- | ------------------------------------------------------- | ------------------------------ | ------------------ |
| Airbus A220-300 | 46    | 54       | drei inaktiv                                            | 140 (-/-/140)                  | 1,8 Jahre          |
| Airbus A320-200 | 130   |          | zehn inaktiv; werden alle auf 162 Sitzplätze umgerüstet | 150 (-/-/150) 162 (-/-/162)    | 19,7 Jahre         |
| Airbus A321-200 | 063   |          | vier inaktiv; mit Sharklets ausgestattet                | 159 (16/-/143) 200 (-/-/200)   | 8,9 Jahre          |
| Airbus A321neo  | 026   | 48       | sechs inaktiv; mit PW1000G Triebwerken                  | 200 (-/-/200) 160 (16/-/144)   | 3,5 Jahre          |
| Airbus A321LR   | 011   | 48       | mit PW1000G Triebwerken                                 | 138 (24/-/114)                 | 3,5 Jahre          |
| Airbus A321XLR  |       | 48       |                                                         | - offen -                      |                    |
| Embraer 190     | 10    |          | werden durch Airbus A220-300 ersetzt                    | 100 (-/-/100)                  | 16,0 Jahre         |
| Gesamt          | 286   | 102      |                                                         |                                | 12,2 Jahre         |

Die Maschinen tragen zahlreiche unterschiedliche Muster in Blautönen auf dem Seitenleitwerk.
Die Flotte wird teilweise zur Wartung nach Europa geflogen. Mittlerweile hat Jetblue Airways aber auch entsprechende Wartungsverträge mit in den USA ansässigen Dienstleistern, unter anderem in Zusammenarbeit mit SR Technics. Die Triebwerke vom Typ IAE V2500-A5 werden in Deutschland von MTU Maintenance in Langenhagen überholt.

## Zwischenfälle

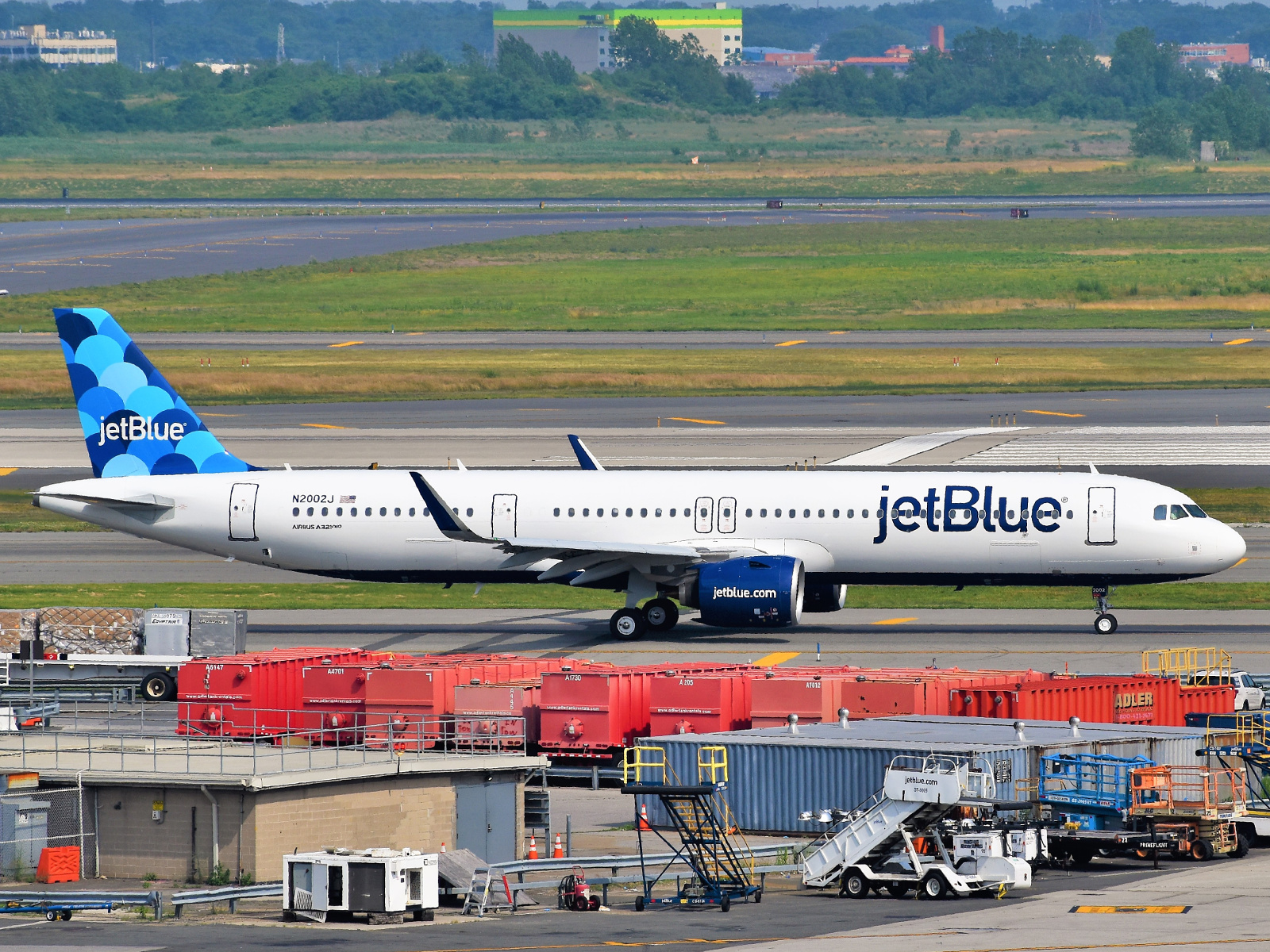
Erste Taxi-Fahrt eines JetBlue A321neo am New Yorker John F. Kennedy International Airport

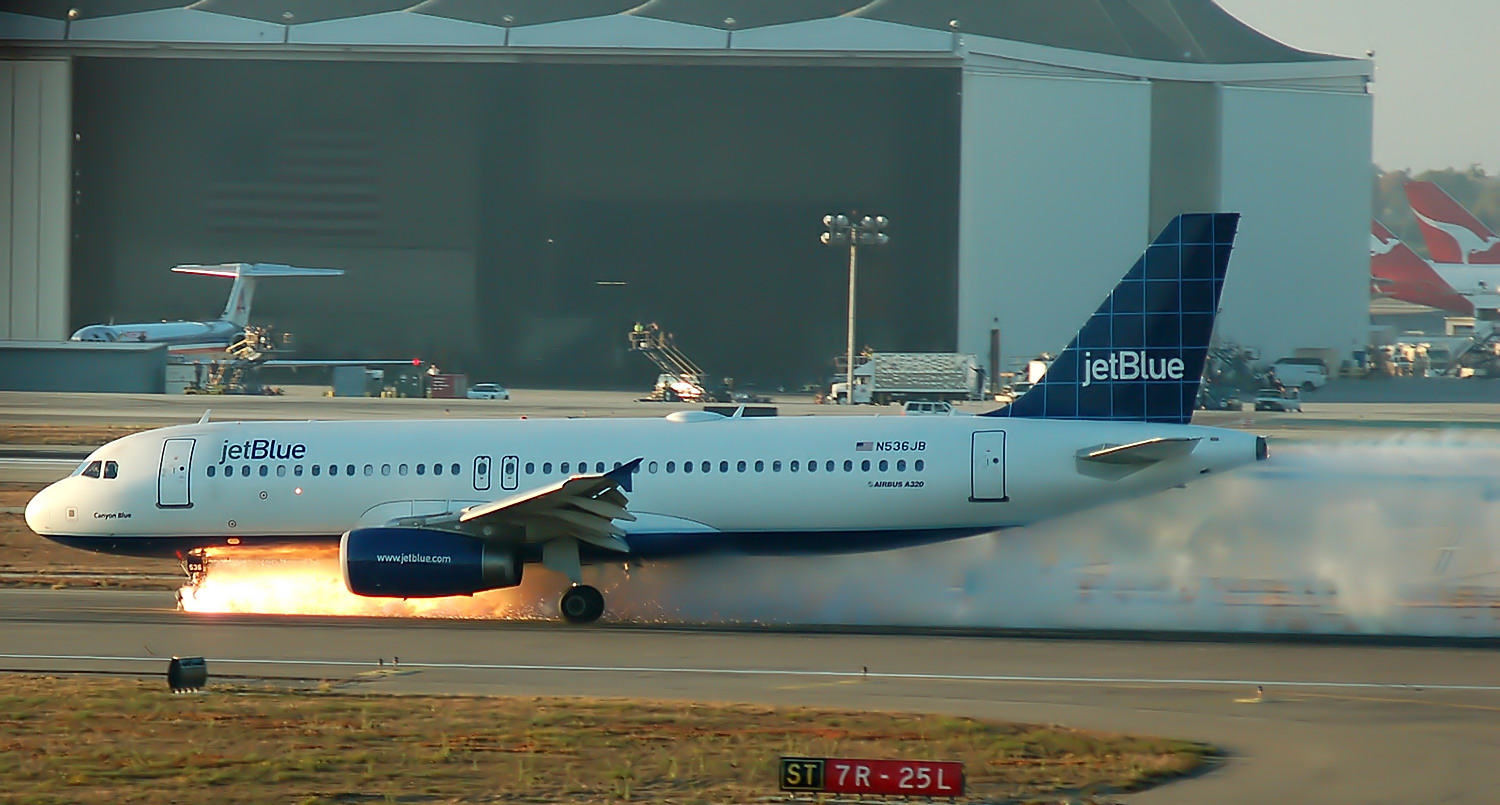
Airbus A320-200 der JetBlue während der Notlandung am 21. September 2005 auf dem Flughafen Los Angeles

Die Fluggesellschaft verzeichnet in ihrer Geschichte keine Zwischenfälle mit Todesopfern oder Flugzeugverluste. Zwei Zwischenfälle erlangten jedoch breite mediale Aufmerksamkeit:
- Am 21. September 2005 musste ein Airbus A320-200 auf dem JetBlue Flug 292 mit 139 Passagieren und sechs Besatzungsmitgliedern an Bord auf dem Flughafen Los Angeles notlanden. Grund dafür war ein Defekt am Bugrad, das sich um 90 Grad gedreht hatte und nach dem Start nicht eingefahren werden konnte. Die Maschine mit dem Namen Canyon Blue war auf dem Weg von Burbank nach New York und musste vor der Notlandung mehrere Stunden über dem Pazifik kreisen, um Treibstoff zu verbrauchen. Anschließend setzte sie auf der Landebahn auf und kam sicher zum Stehen. Es wurde niemand verletzt.[24]
- Am 28. März 2012 löste ein Flugkapitän auf dem Flug 191 von New York nach Las Vegas durch sein beängstigendes Verhalten eine Notlandung aus. Im Zustand geistiger Verwirrung verließ er das Cockpit, worauf der Copilot die Tür verriegelte. Als der Kapitän in der Kabine unzusammenhängende Bemerkungen über Terror und Religion machte und an der Tür zum Cockpit rüttelte, musste er von mehreren Passagieren überwältigt und festgehalten werden, bis der Copilot die Maschine in Amarillo (Texas) gelandet hatte. Personen kamen nicht zu Schaden.[25]